# Ben Hogan
William Ben Hogan (13. srpna 1912, Stephenville, stát Texas – 25. července 1997, Fort Worth, stát Texas) byl americký profesionální golfista, všeobecně považovaný za jednoho z největších golfistů všech dob. Měl velký vliv na teorii golfového švihu: proslul vynálezem vlastní golfové techniky, takzvaného Hoganova švihu („Hogan swing“). Pozoruhodná byla též jeho schopnost odpalovat míčky. Roku 1974 byl uveden do mezinárodní golfové síně slávy.
Na PGA Tour si za svou kariéru připsal 64 vítězství, což ho staví na čtvrtou příčku v historické tabulce. Pětkrát se stal peněžním vítězem tour (1940, 1941, 1942, 1946, 1948) a pětkrát dosáhl nejvíce vítězství během tour (1942, 1946, 1947, 1948, 1953). Je jedním z pouhé pětice hráčů, kterým se během kariéry podařilo vyhrát všechny tzv. grandslamové turnaje (neboli tzv. majory). Celkem jich vyhrál devět (také čtvrté místo v historických tabulkách): dvakrát vyhrál Masters Tournament (1951, 1953), čtyřikrát U.S. Open (1948, 1950, 1951, 1953), jednou The Open Championship (1953) a dvakrát PGA Championship (1946, 1948). 

## Vítězství jako profesionál

### PGA Tour (64)
- 1938 (1) Hershey Four-Ball (with Vic Ghezzi)
- 1940 (4) North and South Open, Greater Greensboro Open, Asheville Land of the Sky Open, Goodall Palm Beach Round Robin
- 1941 (5) Asheville Open, Chicago Open, Hershey Open, Miami Biltmore International Four-Ball (with Gene Sarazen), Inverness Invitational Four-Ball (with Jimmy Demaret)
- 1942 (6) Los Angeles Open, San Francisco Open, North and South Open, Asheville Land of the Sky Open, Hale America Open, Rochester Times-Union Open
- 1945 (5) Nashville Invitational, Portland Open Invitational, Richmond Invitational, Montgomery Invitational, Orlando Open
- 1946 (13) Phoenix Open, San Antonio Texas Open, St. Petersburg Open, Miami International Four-Ball (with Jimmy Demaret), Colonial National Invitation, Western Open, Goodall Round Robin, Inverness Invitational Four-Ball (with Jimmy Demaret), Winnipeg Open, PGA Championship, Golden State Open, Dallas Invitational, North and South Open
- 1947 (7) Los Angeles Open, Phoenix Open, Colonial National Invitation, Chicago Victory National Open, World Championship of Golf, Miami International Four-Ball (with Jimmy Demaret), Inverness Invitational Four-Ball (with Jimmy Demaret)
- 1948 (10) Los Angeles Open, PGA Championship, U.S. Open, Inverness Invitational Four-Ball (with Jimmy Demaret), Motor City Open, Reading Open, Western Open, Denver Open, Reno Open, Glendale Open
- 1949 (2) Bing Crosby Pro-Am, Long Beach Open
- 1950 (1) U.S. Open
- 1951 (3) Masters Tournament, U.S. Open, World Championship of Golf
- 1952 (1) Colonial National Invitation
- 1953 (5) Masters Tournament, Pan American Open, Colonial National Invitation, U.S. Open, The Open Championship
- 1959 (1) Colonial National Invitation

Major turnaje jsou vyznačeny tučně (Zdroj: Barkow, s. 261–262)

### Jiná vítězství (9)
Tento seznam výher na jiných než PGA turnajích je pravděpodobně neúplný.
- 1936 Land of the Sky Open
- 1937 Land of the Sky Open
- 1940 Westchester Open, Westchester PGA Championship
- 1950 Greenbrier Pro-Am
- 1956 World Cup of Golf individual; World Cup of Golf team

## Souhrnný přehled umístění
| Turnaj                | Vítěz | 2. | 3. | Do 5 | Do 10 | Do 25 | Účast | Cut |
| --------------------- | ----- | -- | -- | ---- | ----- | ----- | ----- | --- |
| Masters Tournament    | 2     | 4  | 0  | 9    | 17    | 21    | 25    | 24  |
| U.S. Open             | 4     | 2  | 2  | 10   | 15    | 17    | 22    | 19  |
| The Open Championship | 1     | 0  | 0  | 1    | 1     | 1     | 1     | 1   |
| PGA Championship      | 2     | 0  | 0  | 5    | 7     | 8     | 10    | 9   |
| CELKEM                | 9     | 6  | 2  | 25   | 40    | 47    | 58    | 53  |

- Cut = prošel na daném turnaji cutem (postoupil do finálového kola)
- Největší počet turnajů za sebou, kdy prošel cutem: 35 turnajů (od 1939 Masters do 1956 U.S. Open)
- Největší počet turnajů za sebou, kdy se umístil do 10. místa: 18 turnajů (od 1948 Masters do 1956 U.S. Open)